# Житловий комплекс «Фреско Софія»
Житловий комплекс «Фреско Софія» («Fresco Sofia») — житлово-офісний комплекс, незаконно зведений на вулиці Олеся Гончара, 17-23, у буферній зоні Софії Київської. Позиціонувався як 9-поверховий житловий комплекс елітного класу на 45 квартир з підземним паркінгом.

## Незаконне будівництво

Межі охоронної (буферної) зони об'єкта Світової спадщини ЮНЕСКО «Свята Софія»

2005 року ЮНЕСКО змінила межі буферної зони об'єкту «Київ: собор святої Софії та прилеглі чернечі будівлі, Києво-Печерська лавра». Зокрема буферна зона навколо Софійського собору збільшилась до понад 111 гектарів. До неї віднесли і частину вулиці Олеся Гончара.
Попри це 6 червня 2008 року міська влада надала товариству з обмеженою відповідальністю «Інвестиційно-будівельна група» дозвіл на будівництво житлового комплексу з приміщеннями громадського призначення та вбудованим паркінгом. Забудовник обгородив парканом сквер, дитячий майданчик і прибудинкову територію будинку XIX століття, який згодом знесли.
Спочатку викопали котлован під виглядом археологічних робіт, а згодом розпочали зведення споруди за проєктом архітектора Яноша Віга. Громадськість одразу виступила проти будівництва в охоронній зоні. Активістам навіть удалося потрапити на сесію Комітету Світової спадщини ЮНЕСКО, що проходила у Стамбулі.
У вересні 2009 року Київська міська державна адміністрація запропонувала Київраді погоджувати проєкти будівництва в охоронних зонах з ЮНЕСКО.
2 березня 2010 року Київрада за пропозицією комісії Київради з питань культури і туризму ухвалила рішення про зупинку будівництва.
У травні 2010 року представники ЮНЕСКО попередили київську владу про імовірне вилучення Софійського собору зі списку Всесвітньої спадщини на своїй наступній сесії через хаотичну забудову навколо пам'ятки.
27 травня 2010 року Київрада зобов'язала «Інвестиційно-будівельну групу» зупинити всі будівельні роботи і зробити свою будівельну документацію відповідною до містобудівних обмежень, що діють в охоронній зоні. Зокрема, у буферній зоні споруди мають бути не вищими за 25 м. Натомість будівля становить майже 40 м заввишки. Забудовник замість чотирьох поверхів звів дев'ять, тому він мав знести зайві п'ять поверхів.
19 серпня 2010 року рішення про припинення будівництва підписав мер Києва.
Водночас Державна архітектурно-будівельна інспекція України звернулась до суду. Представники забудовника подали зустрічний позов на активістів із вимогою стягнути з них 560 тисяч гривень компенсації за перешкоджання будівельним роботам. Справу розглядав суддя Шевченківського районного суду міста Києва Сергій Зубков. 22 листопада 2010 року він своїм рішенням заборонив «Інвестиційно-будівельній групі» будувати на охоронній ділянці і не задовольнив позов про відшкодування збитків, які нанесли активісти.
21 березня 2011 року суддю Зубкова застрелили.
Слідство відкинуло версію про замовне вбивство, пов'язане з винесенням суддею рішення не на користь забудовника. Згодом справа про це вбивство викликала значний громадський резонанс.
14 липня 2016 року, вже після зведення споруди, Київрада ухвалила рішення щодо заборони проведення будівельних робіт.
22 березня 2017 року Окружний адміністративний суд Києва задовольнив скарги ТОВ «Інвестиційно-будівельна група» й Публічного акціонерного товариства «ВТБ» і зобов'язав Державну архітектурно-будівельну інспекцію України поновити в єдиному реєстрі запис про реєстрацію дозволу на початок виконання будівельних робіт. 19 червня 2017 року Київський апеляційний адміністративний суд скасував постанову Окружного адміністративного суду.
24 квітня 2019 року Верховний Суд України остаточно визнав будівництво незаконним.
Міська влада так і не розірвала договір із забудовником, термін якого сплив у жовтні 2019 року, а просто не пролонгувала його. Станом на 2020 рік будівлю не демонтували, оскільки для цього також потрібно мати судову ухвалу.
17 серпня 2020 року представники забудовника, керівництво Національного заповідника «Софія Київська», активісти організації «Андріївсько-Пейзажна ініціатива» і мер Віталій Кличко підписали спільний меморандум. Компанія-забудовник погодилась привести висотність до вимог чинного законодавства і знизити будівлю до 27 метрів.
У квітні 2023 року Касаційний адміністративний суд остаточно підтвердив законність рішення Київради від 14 липня 2016 року щодо заборони проведення будівельних робіт.